# (2875) Lagerkvist
Pour les articles homonymes, voir Lagerkvist.
(2875) Lagerkvist est un astéroïde de la ceinture principale.

## Description
(2875) Lagerkvist est un astéroïde de la ceinture principale. Il fut découvert le 11 février 1983 à la station Anderson Mesa par Edward L. G. Bowell. Il présente une orbite caractérisée par un demi-grand axe de 2,80 UA, une excentricité de 0,10 et une inclinaison de 9,1° par rapport à l'écliptique.

## Compléments